# Sacrum Profanum
Sacrum Profanum – festiwal prezentujący muzykę XX wieku, który zyskał status jednego z najciekawszych wydarzeń muzycznych Europy. Jego rangę buduje udział najwyżej cenionych zespołów wykonujących muzykę współczesną, m.in. Ensemble Modern, Ensemble Intercontemporain, Klangforum Wien, Theatre of Voices, Schönberg, London Sinfonietta, musikFabrik. Sacrum Profanum łączy także muzykę poważną z innymi nurtami, stąd obecność na festiwalu czołowych wykonawców polskiego jazzu (Tomasz Stańko, Leszek Możdżer), czy gwiazd takich jak Aphex Twin, zespół Kraftwerk, Jónsi, The Cinematic Orchestra i Múm.
Festiwal po raz pierwszy odbył się w 2003 roku. Z czterodniowej imprezy obejmującej 4 koncerty rozrósł się do tygodniowego święta muzyki. Koncerty wykonywane są głównie w industrialnych przestrzeniach Krakowia, m.in. w Teatrze Łaźnia Nowa, Fabryce ‘Emalia’ Oskara Schindlera i Muzeum Inżynierii Miejskiej w Krakowie. Zwieńczeniem każdej edycji Festiwalu są widowiska organizowane w Hali ocynowni huty ArcelorMittal Poland (dawniej Huta im. T. Sendzimira).
Festiwal jest organizowany przez Krakowskie Biuro Festiwalowe. Kuratorem festiwalu od 2016 roku jest Krzysztof Pietraszewski.
Dyrektorami artystycznymi festiwalu byli: Anna Oberc i Paweł Orski (2003) oraz Filip Berkowicz (2004-2015).
Festiwal zdobył najpoważniejsze polskie nagrody i wyróżnienia. Znalazł się wśród najważniejszych wydarzeń 2008 roku w rankingu wydarzeń kulturalnych, prowadzonym przez Rzeczpospolitą. Tygodnik Polityka w 2011 roku wyróżnił Festiwal w kategorii Muzyka poważna w trakcie ogłaszania 10 wydarzeń o randze Światowa Liga. W corocznym podsumowaniu wydarzeń kulturalnych w formie autorskich rankingów przygotowanych przez krytyków Polityki Sacrum Profanum zostało docenione cztery razy: 2007, 2008, 2009 i 2010.

W 2012 roku książka programowa wydana z okazji amerykańskiej edycji Festiwalu znalazła się w gronie finalistów konkursu ED Awards, premiującego najlepsze projekty graficzne, ilustracje i cyfrowy design w Europie.

## Obecnie
W 2018 roku w 100-lecie odzyskania polskiej niepodległości, głównym hasłem została NPDLGŁŚĆ. Koncerty oznaczone tym hasłem prezentują suwerenną twórczość polskich kompozytorów wszystkich pokoleń ostatniego stulecia, których myśl kompozytorska wzbogaciła światowy obieg muzyki współczesnej. Immanentną cechą niepodległości jest wolność. WLNŚĆ to drugie z haseł festiwalu. W sztuce to przede wszystkim autorska wypowiedź. To także otwartość na eksperyment, a wreszcie i improwizacja. Nie ma wolności bez emancypacji, bez poszanowania praw mniejszości i równości. EMNCPCJ – trzecie hasło festiwalu, oddaje nastroje społeczne – wśród twórców, których dzieła zostały zaprezentowane na krakowskim festiwalu, 47% stanowiły kobiety, a 53% mężczyźni. Emancypację rozumiemy również jako wyjście z akademickich ram. Do tych trzech wartości i idei, niejako w opozycji, dostawiono pojęcie fantazmatu – jeśli którejś z nich zabraknie, to właśnie w świecie wyobrażonym możemy ją przechować. FNTZMT festiwalowy budują mity i archetypy, do których sięgnięto w programach kilku koncertów: Meduza, Inanna czy Aeolian.
Program 16. festiwalu Sacrum Profanum wypełniła twórczość przedstawicieli 11 krajów: Polski, Szwecji, Holandii, Wielkiej Brytanii, Francji, Szwajcarii, Litwy, Norwegii, USA, Japonii i Australii. Po raz pierwszy na festiwalu zagrały: Red Note Ensemble, Radical Polish Ansambl, GGR Betong, Hashtag Ensemble, Fire! Orchestra i Warsztat Muzyczny. Niemal wszystkie zespoły przygotowały specjalne programy dla festiwalu. Ponownie na Sacrum Profanum zagrały Arditti Quartet, Apartment House, Spółdzielnia Muzyczna, Musikfabrik i zeitkratzer. W programie znalazły się także pozycje związane z 85. urodzinami profesora Krzysztofa Pendereckiego – wpisując się w miejskie obchody urodzin Maestro w Krakowie – oraz z 80. urodzinami profesora Zygmunta Krauzego (m.in. nowy utwór komponowany na zamówienie festiwalu i przypomnienie starszej twórczości). Festiwal przypomniał także o jubileuszu 70-lecia Chóru Polskiego Radia. Na 16 edycji Festiwalu odbyła się światowa prapremiera opery Aleksandra Nowaka (do libretta Olgi Tokarczuk) – Ahat Ili. Siostra bogów.

## Historia Festiwalu
Festiwal Sacrum Profanum powstał w 2003 roku we współpracy Biura Festiwalowego Kraków 2000, Filharmonii Krakowskiej oraz Polskiego Wydawnictwa Muzycznego. Pomysłodawcami nazwy, idei oraz programu byli Anna Oberc oraz Paweł Orski. Początkowo festiwal zestawiał muzykę świecką i sakralną XVIII i XIX w., wykonując ją zarówno w filharmonii, jak i hali walcowni Huty Sendzimira, w której odbywały się wielkie widowiska – m.in. „Carmina Burana”, „Romeo i Julia” i „Bernstein”. Od trzeciej edycji festiwal koncentruje się na prezentowaniu muzyki XIX i XX w. wg klucza narodowego. Kolejne edycje prezentują muzykę rosyjską (2005), francuską (2006), amerykańską (2007), niemiecką (2008), brytyjską (2009), nordycką (2010), ponownie amerykańską (2011) i polską (2012) w arcymistrzowskich wykonaniach najlepszych zespołów specjalizujących się w muzyce współczesnej: m.in. Kronos Quartet, Klangforum Wien, Ensemble Modern, musikFabrik, Asko Schönberg, Ensemble InterContemporain. W 2007 roku festiwal otworzył się na muzykę jazzową, m.in. Milesa Davisa wykonanego przez Tomasza Stańko i George’a Gershwina przez Leszka Możdżera.
Od 2008 roku dyrektorem artystycznym festiwalu jest Filip Berkowicz. Od tej chwili na festiwalu prezentowana jest muzyka współczesna XX i XXI w. Od 2011 roku sporo miejsca w programie poświęcane jest prezentacji muzyki amerykańskiej, w tym minimalizmu. Obok modern classical prezentowana jest ambitna rozrywka na koncertach następujących artystów: Kraftwerk (2008), Aphex Twin (2009), Jónsi (2010), Sigur Rós (2012) oraz Warp 25: Autechre, Battles, Hudson Mohawke i LFO (2014). Innym trendem było prezentowanie muzyki współczesnej klasycznych kompozytorów w reinterpretacji lub remiksie młodych artystów muzyki alternatywnej, głównie jazzu i elektroniki – od 9. edycji zaprezentowano Reich 75 z udziałem Willa Gregory’ego, Adriana Utley’a, Aphex Twina i Leszka Możdżera (2011), Polish Icons (Penderecki, Górecki, Lutosławski i Kilar) z remiksami artystów Ninja Tune: DJ Vadim, Grasscut, DJ Food, King Cannibal i Skalpel (2012) oraz Polish Icons 2. Lutosławski w remiksach Clarka, Miry Calix, Emiki i Oneohtrix Point Never (2013). Muzyka polska zaistniała silnie w dwóch cyklach: Made in Poland (klasyka polskiej szkoły kompozytorskiej, 2010) oraz Miłosz Sounds (zamówienia kompozytorskie, 2011), ponadto w jubileuszowej edycji 10., poświęconej w całości polskim kompozytorom. Prezentowane były również projekty z muzyką alternatywną w wersjach specjalnych wzbogaconych o orkiestracje: Cinematic Orchestra z Sinfoniettą Cracovią (2009), múm & friends (2010), Squarepusher z Sinfoniettą Cracovią (2014) i These New Puritans ze stargaze i Synergy Vocals (2015).
Angażowanie artystów ze świata muzyki alternatywnej przybierało także formułę wykonywania przez nich klasyków muzyki współczesnej: Jonny Greenwood grający „Electric Counterpoint” Reicha (2011), Adrian Utley & Guitar Orchestra z „In C” Riley’a (2013) i Ólafura Arnaldsa reinterpretującego muzykę Chopina (2015). Od 2013 roku zespoły specjalizujące się w wykonawstwie muzyki współczesnej prezentowały również akustyczne interpretacje utworów elektronicznych z gatunku IDM oraz gitarowej alternatywy: Aphex Twin i Venetian Snares grani przez Alarm Will Sound (2013), Warp XX grane przez London Sinfoniettę (2014), Thurston Moore, Dan Deacon i Lee Ranaldo w wykonaniu Bang on a Can All-Stars (2013-2014), czy Dan Deacon wykonany przez Sō Percussion (2015). To zaprowadziło festiwal do edycji 13., wypełnionej muzyką kompozytorów indie classical – wywodzącymi się ze świata muzyki alternatywnej, piszącymi partytury klasyczne. To m.in. Bryce Dessner (the National), Richard Reed Parry (Arcade Fire), Ólafur Arnalds i Jóhann Jóhannsson. Wydarzeniem był finał ostatniej edycji – „Czarodziejska góra” stworzona przez Pawła Mykietyna, Andrzeja Chyrę, Małgorzatę Sikorską-Miszczuk oraz Mirosława Bałkę. Opera powstała w koprodukcji z festiwalem Malta oraz Drugim Programem Polskiego Radia.
W 2016 roku kuratorem festiwalu został Krzysztof Pietraszewski z Krakowskiego Biura Festiwalowego, który zaproponował rozwinięcie festiwalu tak formalnie, jak i programowo. Formuła Sacrum Profanum poza cyklem koncertów otworzyła się na inne sztuki: operę, wystawy i instalacje audio art, w przyszłości również balet, ale także spotkania, dyskusje i warsztaty uzupełniające główne wątki. Stylistycznie program tworzy mieszankę trzech nurtów: od XX-wiecznej muzyki współczesnej, przez awangardę, aż po nurt indie classical. Wśród zaproszonych artystów warto wymienić Mike’a Pattona, Eyvinda Kanga, Maję Ratkje, Valgeira Sigurðssona, Arditti Quartet, Ictus Ensemble, czy zeitkratzer, którzy wystąpili w repertuarze m.in. Berio, Bouleza, Stockhausena, Zorna, Muhly’ego, Zubel i Karkowskiego. W 2017 roku program był bogaty i różnorodny. Organizatorzy hasłem promocyjnym zaprosili słuchaczy do „Strefy Dyskomfortu”, w której przekonywali, że „Wszystko jest Ważne”. Nowe na festiwalu zespoły: Apartment House, Quiet Music Ensemble, Hyperion Ensemble, S.E.M. Ensemble obok powracających Arditti Quartet i Spółdzielni Muzycznej wykonały muzykę wielu kompozytorów, w tym: Aaron Turner, Aidan Baker, Alvin Lucier, Éliane Radigue, H.M. Górecki, Jennifer Walshe, John Cage, Lubomyr Melnyk, Murcof, Oren Ambarchi, Pauline Oliveros, Petr Kotik, Stephen O’Malley, Toby Driver. Festiwal przypomniał przede wszystkim sylwetki dwóch kompozytorów: Juliusa Eastmana i Moondoga. Ważnymi koncertami były „Rumuński spektralizm” Iancu Dumitrescu i Any-Marii Avram w wykonaniu Hyperion Ensemble, „Medytacje” z muzyką drone i deep listening minimal w wykonaniu Quiet Music Ensemble i „Samotność Dźwięków” – przejmujący koncert solowy Tomasza Stańki z improwizacjami do taśm z muzyką elektroniczną powstałą w Studio Eksperymentalnym Polskiego Radia (Eugeniusz Rudnik, Tomasz Stańko i Tomasz Sikorski).

## Tematy Festiwalu
- 2004 – Wiedeń
- 2005 – Francja
- 2006 – Rosja
- 2007 – USA
- 2008 – Niemcy
- 2009 – Wielka Brytania
- 2010 – Skandynawia
- 2011 – Ameryka
- 2012 – Polska
- 2013 – USA/GB
- 2014 – Classic!Now / Modern!Now / Kronos Quartet Residency
- 2015 – Indie Classical
- 2016 – Alchemia Muzyki Współczesnej
- 2017 – Wszystko jest Ważne[5]
- 2018 – |NPDLGŁŚĆ |WLNŚĆ |EMNCPCJ |FNTZMT[3]

## Edycje

### 2007
| Rok  | Data  | Koncert | Twórcy                                | Miejsce                            | Wykonawcy | Orkiestra            | Dyrygent       |
| ---- | ----- | --- | ------------------------------------- | ---------------------------------- | --- | -------------------- | -------------- |
| 2007 | 16.09 | Catfish Row, Symphonic Suite from Porgy and Bess, Rhapsody in Blue, Variations on I Got Rhythm, Lullaby, An American in Paris                                                                               | George Gershwin                       | Filharmonia Krakowska              | Leszek Możdżer | AUKSO                | Marc Minkowski |
| 2007 | 17.09 | – | Miles Davis, Tomasz Stańko z zespołem | Filharmonia Krakowska              | Tomasz Stańko, Joakim Milder, Alexi Tuomarila, Stefan Pasborg, Sławomir Kurkiewicz | –                    | –              |
| 2007 | 17.09 | String Quartet No. 1, String Quartet No. 2 Company, String Quartet No. 3 Mishima, String Quartet No. 4 Buczak, String Quartet No. 5                                                                         | Philip Glass                          | Fabryka Schindlera                 | Szymon Krzeszowiec, Arkadiusz Kubica, Łukasz Syrnicki, Piotr Janosik | Kwartet Śląski       | –              |
| 2007 | 18.09 | String Quartet No. 1 From the Salvation Army op. 57, String Quartet No. 2 op. 58, Piano Sonata No. 1 op. 87, Piano Sonata No. 2 Concord, Mass., 1840-60 op. 88, Three-Page Sonata op. 89, Hallowe’en op. 71 | Charles Ives                          | Filharmonia Krakowska              | Maciej Grzybowski, Izabella Szałaj – Zimak, Elwira Przybyłowska, Marek Czech, Michał Pepol, | Royal String Quartet | –              |
| 2007 | 18.09 | Come Out, Violin Phase, New York Counterpoint, Sextet | Steve Reich                           | Fabryka Schindlera                 | Jacqueline Shave, Mark van de Wiel, John Constable, Shelagh Sutherland, David Hockings, Alex Neal, Owen Gunnel, Helen Yates                                                                                         | London Sinfonietta   | –              |
| 2007 | 19.09 | The Wound-Dresser, Shaker Loops, Fearful Symmetries | John Adams                            | Filharmonia Krakowska              | Garry Magee | Sinfonia Varsovia    | Marc Minkowski |
| 2007 | 19.09 | Drumming | Steve Reich                           | Fabryka Schindlera                 | Michaela Riener, Marian Dijkhuizen, Carla Meijers, Wim Vos, Steef Gerritse, Ger de Zeeuw, Joey Marijs, Rene Spierings, Sjoerd Nijenhuis, Feldor Teunisse, Niels Meliefste, Marcel Andriessen                        | Schönberg Ensemble   | –              |
| 2007 | 20.09 | Asko Concerto, Dialogues, Double Concerto | Elliott Carter                        | Filharmonia Krakowska              | Nicolas Hodges, Lucas Vis, Andreas Skouras | Asko Ensemble        | Lucas Vis      |
| 2007 | 20.09 | Silence, The Music of Always | John Cage                             | Fabryka Schindlera                 | Paul Hillier, Randi Pontopiddan, Miriam Andersen, Jakob Bloch Jespersen | Theatre of Voices    | Paul Hillier   |
| 2007 | 21.09 | Bernstein. Brodway w Nowej Hucie – West Side Story, On the Town, Wonderful Town, Candide | Leonard Bernstein                     | Hala ocynowni ArcelorMittal Poland | Konrad Imiela – scenariusz i reżyseria, Aga Zaryan, Dorota Miśkiewicz, Lora Szafran, Krystyna Prońko, Hania Stach, Iwona Hossa, Mieczysław Szcześniak, Tymon Tymański, Andrzej Lampert, Dariusz Stachura, Big Stars | AUKSO                | Marek Moś      |
| 2007 | 22.09 | Bernstein. Brodway w Nowej Hucie – West Side Story, On the Town, Wonderful Town, Candide | Leonard Bernstein                     | Hala ocynowni ArcelorMittal Poland | Konrad Imiela – scenariusz i reżyseria, Aga Zaryan, Dorota Miśkiewicz, Lora Szafran, Krystyna Prońko, Hania Stach, Iwona Hossa, Mieczysław Szcześniak, Tymon Tymański, Andrzej Lampert, Dariusz Stachura, Big Stars | AUKSO                | Marek Moś      |
| 2007 | 23.09 | Bernstein. Brodway w Nowej Hucie – West Side Story, On the Town, Wonderful Town, Candide | Leonard Bernstein                     | Hala ocynowni ArcelorMittal Poland | Konrad Imiela – scenariusz i reżyseria, Aga Zaryan, Dorota Miśkiewicz, Lora Szafran, Krystyna Prońko, Hania Stach, Iwona Hossa, Mieczysław Szcześniak, Tymon Tymański, Andrzej Lampert, Dariusz Stachura, Big Stars | AUKSO                | Marek Moś      |

### 2008
| Rok  | Data  | Koncert                                          | Twórcy                | Miejsce                                | Wykonawcy                                                                        | Orkiestra            | Dyrygent          |
| ---- | ----- | ------------------------------------------------ | --------------------- | -------------------------------------- | -------------------------------------------------------------------------------- | -------------------- | ----------------- |
| 2008 | 14.09 | Die Sieben Todsünden, Sinfonie Nr. 2             | Kurt Weill            | Filharmonia Krakowska                  | Ute Lemper, Rafał Bartmiński, Pavlo Tolstoy, Wojtek Gierlach, Remigiusz Łukomski | Sinfonietta Cracovia | Marc Minkowski    |
| 2008 | 15.09 | Voices                                           | Hans Werner Henze     | Muzeum Inżynierii Miejskiej w Krakowie | Victoria Simmonds, Alan Oke                                                      | London Sinfonietta   | David Atherton    |
| 2008 | 15.09 | Kreuzspiel, Kontra-Punkte, Mantra                | Karlheinz Stockhausen | Fabryka Schindlera                     | –                                                                                | Ensemble Modern      | Ilan Volkov       |
| 2008 | 16.09 | Concertini, …Zwei Gefühle…, Musik mit Leonardo   | Helmut Lachenmann     | Muzeum Inżynierii Miejskiej w Krakowie | Helmut Lachenmann                                                                | Klangforum Wien      | Johannes Kalitzke |
| 2008 | 16.09 | Stimmung                                         | Karlheinz Stockhausen | Fabryka Schindlera                     | –                                                                                | Theatre of Voices    | Paul Hillier      |
| 2008 | 17.09 | Herakles 2, Befreiung, La Jalousie, Samplersuite | Heiner Goebbels       | Muzeum Inżynierii Miejskiej w Krakowie | –                                                                                | Asko Schönberg       | Hans Leenders     |
| 2008 | 17.09 | Adieu, Zeitmasze, Gesang der Jünglinge, Kontakte | Karlheinz Stockhausen | Fabryka Schindlera                     | –                                                                                | London Sinfonietta   | David Atherton    |
| 2008 | 18.09 | Concerto „Séraphin”, Chiffre IV                  | Wolfgang Rihm         | Muzeum Inżynierii Miejskiej w Krakowie | –                                                                                | musikFabrik          | Emilio Pomarico   |
| 2008 | 18.09 | Orchester-Finalisten, Glanz                      | Karlheinz Stockhausen | Fabryka Schindlera                     | –                                                                                | Asko Schönberg       | –                 |
| 2008 | 19.09 | –                                                | Kraftwerk             | Hala ocynowni ArcelorMittal Poland     | Kraftwerk                                                                        | –                    | –                 |
| 2008 | 20.09 | –                                                | Kraftwerk             | Hala ocynowni ArcelorMittal Poland     | Kraftwerk                                                                        | –                    | –                 |
| 2008 | 21.09 | –                                                | Kraftwerk             | Hala ocynowni ArcelorMittal Poland     | Kraftwerk                                                                        | –                    | –                 |

### 2009
| Rok  | Data  | Koncert                                                                                                   | Twórcy                  | Miejsce                                | Wykonawcy                                                                    | Orkiestra                  | Dyrygent          |
| ---- | ----- | --- | ----------------------- | -------------------------------------- | ---------------------------------------------------------------------------- | -------------------------- | ----------------- |
| 2009 | 13.09 | – | The Cinematic Orchestra | Hala ocynowni ArcelorMittal Poland     | The Cinematic Orchestra                                                      | Sinfonietta Cracovia       | –                 |
| 2009 | 13.09 | – | Chris Cunningham        | Teatr Łaźnia Nowa                      | Chris Cunningham                                                             | –                          | –                 |
| 2009 | 14.09 | Khorovod, The Comedy of Change, Alhambra Fantasy, Book of Hours                                           | Julian Anderson         | Muzeum Inżynierii Miejskiej w Krakowie | –                                                                            | Asko Schönberg             | Reinbert de Leeuw |
| 2009 | 14.09 | Hidden Voice 1, Soleil Noir/Chitra, Hidden Voice 2, Bhakti                                                | Jonathan Harvey         | Teatr Łaźnia Nowa                      | –                                                                            | Ensemble Intercontemporain | Hannu Lintu       |
| 2009 | 15.09 | Ave Maris Stella, Dunstable: Veni sancte – Veni creator spiritus, Eight Songs for a Mad King              | Peter Maxwell Davies    | Muzeum Inżynierii Miejskiej w Krakowie | Martin Lindsay                                                               | Ensemble Recherche         | –                 |
| 2009 | 15.09 | Masks, Coursing, Ophelia Dances, Elegiac Arabesques, Songs without Voices, Secret Psalm, Océan de Terre   | Oliver Knussen          | Teatr Łaźnia Nowa                      | Elizabeth Atherton                                                           | London Sinfonietta         | David Atherton    |
| 2009 | 16.09 | Cortege, Cantus Iambeus, Ut Heremita Solus, Carmen Arcadiae Mechanicae Perpetuum, Virelai, Secret Theatre | Harrison Birtwistle     | Muzeum Inżynierii Miejskiej w Krakowie | –                                                                            | London Sinfonietta         | David Atherton    |
| 2009 | 16.09 | Into the Little Hill, Three Miniatures, Viola, Viola, At First Light                                      | George Benjamin         | Teatr Łaźnia Nowa                      | Keren Motseri, Hilary Summers, Jagdish Mistry, Megumi Kasakawa, Patrick Jüdt | Ensemble Modern            | Franck Ollu       |
| 2009 | 17.09 | Funerailles I, Funerailles II, Cassandra’s Dream Song, Chronos – Aion                                     | Brian Ferneyhough       | Muzeum Inżynierii Miejskiej w Krakowie | Vera Fischer                                                                 | Klangforum Wien            | Emilio Pomárico   |
| 2009 | 17.09 | Blood on the Floor                                                                                        | Mark-Anthony Turnage    | Teatr Łaźnia Nowa                      | John Parricelli, Ian Thomas, Martin Robertson, Laurence Cottle               | Ensemble Modern            | Stefan Asbury     |
| 2009 | 18.09 | – | Aphex Twin, Hecker      | Hala ocynowni ArcelorMittal Poland     | Aphex Twin, Hecker                                                           | –                          | –                 |
| 2009 | 19.09 | – | Aphex Twin, Hecker      | Hala ocynowni ArcelorMittal Poland     | Aphex Twin, Hecker                                                           | –                          | –                 |

### 2010
| Rok  | Data  | Odsłona        | Koncert | Twórcy                     | Miejsce                                | Wykonawcy | Orkiestra                                  | Dyrygent          |
| ---- | ----- | -------------- | --- | -------------------------- | -------------------------------------- | --- | ------------------------------------------ | ----------------- |
| 2010 | 12.09 | Freak          | – | múm & friends              | Hala ocynowni ArcelorMittal Poland     | múm, Amiina, Magnús Tryggvason Elíassen, Gyða Valtýsdóttir, Sindri Már Sigfússon (Seabear & Sin Fan Bous), Örn Elías Guðmundsson (Mugison), Benedikt Hermann Hermannson (Benni Hemm Hemm), Högni Egilsson (Hjaltalín), Jóhann Jóhannsson | Sinfonietta Cracovia, Chór Polskiego Radia | Daníel Bjarnason  |
| 2010 | 13.09 | Made in Poland | Łańcuch 1 (1983) | Witold Lutosławski         | Teatr Łaźnia Nowa                      | – | Ensemble Intercontemporain                 | Jean Deroyer      |
| 2010 | 13.09 | Modern Classic | Coyote Blues (1993), Corrente (1992), UR (1986), Jubilees (2002) | Magnus Lindberg            | Teatr Łaźnia Nowa                      | – | Ensemble Intercontemporain                 | Jean Deroyer      |
| 2010 | 13.09 | Made in Poland | Małe Requiem dla pewnej Polki op. 66 (1993) | Henryk Mikołaj Górecki     | Muzeum Inżynierii Miejskiej w Krakowie | Peppie Wiersma | Asko Schönberg                             | Hans Leenders     |
| 2010 | 13.09 | Modern Classic | Lantern Lectures, Volume IV (2002), Self-portrait with percussion (Lantern Lectures, Volume V) (2006)                                                                                              | Klas Torstensson           | Muzeum Inżynierii Miejskiej w Krakowie | Peppie Wiersma | Asko Schönberg                             | Hans Leenders     |
| 2010 | 14.09 | Made in Poland | 3 for 13 (1994) | Paweł Mykietyn             | Teatr Łaźnia Nowa                      | Nina Janßen, Hermann Kretzschmar, Ueli Wiget, Rafał Zambrzycki-Payne | Ensemble Modern                            | Franck Ollu       |
| 2010 | 14.09 | Modern Classic | Duett für Klarinette und Violine (2009), Brass Quintett (1998), Vaporised Tivoli (2010), Velocity Engine (2003), The Peacock Moment (1996), Tampere Raw (1991), Six Pieces for Wind Quintet (2007) | Anders Hillborg            | Teatr Łaźnia Nowa                      | Nina Janßen, Hermann Kretzschmar, Ueli Wiget, Rafał Zambrzycki-Payne | Ensemble Modern                            | Franck Ollu       |
| 2010 | 14.09 | Modern Classic | Possible Cities (2005), City Silence (2005/2007), Landscape with Ruins (2006), Ultrabucolic Studies (2006), Molto Fluido (2007), Nature Morte (2008)                                               | Eivind Buene               | Muzeum Inżynierii Miejskiej w Krakowie | – | Cikada Ensemble                            | Christian Eggen   |
| 2010 | 15.09 | Made in Poland | Appendix (1983) | Paweł Szymański            | Teatr Łaźnia Nowa                      | – | London Sinfonietta, Theatre of Voices      | Paul Hillier      |
| 2010 | 15.09 | Modern Classic | Moving Still (2004), Play (2010), Song (2010), Company (2010), Last Ground (2006) | Pelle Gudmundsen-Holmgreen | Teatr Łaźnia Nowa                      | – | London Sinfonietta, Theatre of Voices      | Paul Hillier      |
| 2010 | 15.09 | Made in Poland | Quartetto per archi (1960) | Krzysztof Penderecki       | Muzeum Inżynierii Miejskiej w Krakowie | Olivia Vermeulen, Peter Schöne, Dirk Wietheger | musikFabrik                                | Emilio Pomarico   |
| 2010 | 15.09 | Modern Classic | Je sens un deuxième coeur (2003), The Tempest Songbook (2004), Notes on Light (2010) | Kaija Saariaho             | Muzeum Inżynierii Miejskiej w Krakowie | Olivia Vermeulen, Peter Schöne, Dirk Wietheger | musikFabrik                                | Emilio Pomarico   |
| 2010 | 16.09 | Made in Poland | Cascando (2007) | Agata Zubel                | Teatr Łaźnia Nowa                      | Agata Zubel | Klangforum Wien                            | Johannes Kalitzke |
| 2010 | 16.09 | Modern Classic | The Age of Wire and String (2005), …though what made it has gone (1987), Appearances (2002) | Rolf Wallin                | Teatr Łaźnia Nowa                      | Agata Zubel | Klangforum Wien                            | Johannes Kalitzke |
| 2010 | 16.09 | Made in Poland | Fantasmagoria (1971) | Kazimierz Serocki          | Muzeum Inżynierii Miejskiej w Krakowie | – | Ensemble Recherche                         | –                 |
| 2010 | 16.09 | Modern Classic | Liebeslied (2010), Zwei Schneetänze (1985), Herbstlied (1992/2009), Schnee (2006) | Hans Abrahamsen            | Muzeum Inżynierii Miejskiej w Krakowie | – | Ensemble Recherche                         | –                 |
| 2010 | 17.09 | Freak          | – | Jónsi                      | Hala ocynowni ArcelorMittal Poland     | Jónsi | –                                          | –                 |
| 2010 | 18.09 | Freak          | – | Jónsi                      | Hala ocynowni ArcelorMittal Poland     | Jónsi | –                                          | –                 |

### 2011
| Rok  | Data  | Koncert                                                                  | Twórcy                   | Miejsce                                | Wykonawcy                                                                                 | Orkiestra               | Dyrygent          |
| ---- | ----- | ------------------------------------------------------------------------ | ------------------------ | -------------------------------------- | ----------------------------------------------------------------------------------------- | ----------------------- | ----------------- |
| 2011 | 11.09 | Daniel Variations, Electric Counterpoint, Music for 18 Musicians         | Steve Reich              | Hala ocynowni ArcelorMittal Poland     | Steve Reich, Jonny Greenwood, Ensemble Modern, Synergy Vocals                             | Ensemble Modern         | –                 |
| 2011 | 12.09 | Chamber Symphony, Short Ride in a Fast Machine, Son of Chamber Symphony  | John Adams               | Muzeum Inżynierii Miejskiej w Krakowie | –                                                                                         | Alarm Will Sound        | Reinbert de Leeuw |
| 2011 | 12.09 | Three Tales                                                              | Steve Reich, Beryl Korot | Teatr Łaźnia Nowa                      | –                                                                                         | Ensemble Modern         | –                 |
| 2011 | 13.09 | Cheating Lying Stealing, Forced March, Sweet Air, Pierced, Increase      | David Lang               | Muzeum Inżynierii Miejskiej w Krakowie | –                                                                                         | London Sinfonietta      | –                 |
| 2011 | 13.09 | Tehillim, Different Trains                                               | Steve Reich              | Teatr Łaźnia Nowa                      | –                                                                                         | Ensemble Modern         | –                 |
| 2011 | 14.09 | Combat de boxe, The Vermeer Room, Tell Me Everything, Impatience         | Julia Wolfe              | Muzeum Inżynierii Miejskiej w Krakowie | –                                                                                         | Asko Schönberg          | –                 |
| 2011 | 14.09 | Eight Lines, Triple Quartet, City Life                                   | Steve Reich              | Teatr Łaźnia Nowa                      | –                                                                                         | London Sinfonietta      | –                 |
| 2011 | 15.09 | In C                                                                     | Terry Riley              | Muzeum Inżynierii Miejskiej w Krakowie | –                                                                                         | Klangforum Wien         | –                 |
| 2011 | 15.09 | 2 × 5, Double Sextet, New York Counterpoint, Video Phase, Clapping Music | Steve Reich              | Teatr Łaźnia Nowa                      | –                                                                                         | Bang on a Can All-Stars | –                 |
| 2011 | 16.09 | Sonatra, I Buried Paul, Industry, For Madeline, Yo Shakespeare           | Michael Gordon           | Muzeum Inżynierii Miejskiej w Krakowie | –                                                                                         | Bang on a Can All-Stars | –                 |
| 2011 | 16.09 | Anvil Chorus, Dark Full Ride                                             | David Lang, Julia Wolfe  | Teatr Łaźnia Nowa                      | –                                                                                         | Amadrums                | –                 |
| 2011 | 17.09 | Reich 75                                                                 | Steve Reich              | Hala ocynowni ArcelorMittal Poland     | Steve Reich, Aphex Twin, Adrian Utley, Will Gregory, Leszek Możdżer, Envee, Pianohooligan | –                       | –                 |

### 2012
| Rok  | Data  | Koncert                                   | Twórcy                                                                             | Miejsce                            | Wykonawcy                                                                  | Orkiestra               | Dyrygent |
| ---- | ----- | ----------------------------------------- | ---------------------------------------------------------------------------------- | ---------------------------------- | -------------------------------------------------------------------------- | ----------------------- | -------- |
| 2012 | 09.09 | Król Lear                                 | Paweł Mykietyn                                                                     | Teatr Łaźnia Nowa                  | Kasia Moś, Beatriz Blanco, Julieta Gonzalez-Springer, Jonathan Peter Kenny | Ensemble Modern         | –        |
| 2012 | 10.09 | Aleksander Nowak – koncert monograficzny  | Aphex Twin, Aleksander Nowak, Stefan Freund                                        | Teatr Łaźnia Nowa                  | Aleksander Nowak                                                           | Alarm Will Sound        | –        |
| 2012 | 11.09 | Marcin Stańczyk – koncert monograficzny   | Marcin Stańczyk                                                                    | Teatr Łaźnia Nowa                  | –                                                                          | Bang on a Can All-Stars | –        |
| 2012 | 12.09 | Cezary Duchnowski – koncert monograficzny | Cezary Duchnowski                                                                  | Teatr Łaźnia Nowa                  | –                                                                          | Ensemble musikFabrik    | –        |
| 2012 | 13.09 | Agata Zubel – koncert monograficzny       | Agata Zubel                                                                        | Teatr Łaźnia Nowa                  | Agata Zubel                                                                | Klangforum Wien         | –        |
| 2012 | 14.09 | Sławomir Kupczak – koncert monograficzny  | Sławomir Kupczak                                                                   | Teatr Łaźnia Nowa                  | –                                                                          | Cikada Ensemble         | –        |
| 2012 | 15.09 | Polish Icons                              | – Krzysztof Penderecki, Henryk Mikołaj Górecki, Witold Lutosławski, Wojciech Kilar | Hala ocynowni ArcelorMittal Poland | Skalpel, King Cannibal, DJ Food, Grasscut, Kronos Quartet                  | –                       | –        |
| 2012 | 16.09 | Sigur Rós i Kronos Quartet                | Sigur Rós, Kronos Quartet                                                          | Hala ocynowni ArcelorMittal Poland | –                                                                          | –                       | –        |
| 2012 | 17.09 | Sigur Rós i Kronos Quartet                | Sigur Rós, Kronos Quartet                                                          | Hala ocynowni ArcelorMittal Poland | –                                                                          | –                       | –        |

### 2013
| Rok  | Data  | Koncert                                                              | Twórcy                                                                     | Miejsce                            | Wykonawcy                                                                 | Orkiestra               | Dyrygent        |
| ---- | ----- | -------------------------------------------------------------------- | -------------------------------------------------------------------------- | ---------------------------------- | ------------------------------------------------------------------------- | ----------------------- | --------------- |
| 2013 | 25.06 | Koncert zapowiadający Festiwal                                       | –                                                                          | Hala ocynowni ArcelorMittal Poland | Portishead                                                                | –                       | –               |
| 2013 | 15.09 | TRANCE/PULSE!                                                        | –                                                                          | Małopolski Ogród Sztuki w Krakowie | Adrian Utley Guitar Orchestra, Tyondai Braxton, Beak>                     | –                       | –               |
| 2013 | 16.09 | Music for Airports                                                   | Brian Eno, Michael Gordon, Julia Wolfe, David Lang, Evan Ziporyn           | Małopolski Ogród Sztuki w Krakowie | Bang on a Can All-Stars                                                   | Bang on a Can All-Stars | –               |
| 2013 | 17.09 | Field Recordings                                                     | Tyondai Braxton, Mira Calix, Bryce Dessner, Steve Reich, Christian Marclay | Małopolski Ogród Sztuki w Krakowie | Bang on a Can All-Stars, Mira Calix, Tyondai Braxton, Ben Vida            | Bang on a Can All-Stars | –               |
| 2013 | 18.09 | Americana                                                            | Steve Reich, Philip Glass, Laurie Anderson, Michael Daugherty              | Małopolski Ogród Sztuki w Krakowie | Sentieri Selvaggi                                                         | Sentieri Selvaggi       | Carlo Boccadoro |
| 2013 | 19.09 | Where (we) Live                                                      | –                                                                          | Małopolski Ogród Sztuki w Krakowie | Grey McMurray, Sō Percussion                                              | –                       | –               |
| 2013 | 20.09 | Acoustica                                                            | Aphex Twin, Autechre, Venetian Snares, Boards of Canada, Tyondai Braxton   | Małopolski Ogród Sztuki w Krakowie | Alarm Will Sound                                                          | –                       | Alan Pierson    |
| 2013 | 21.09 | Greggery Peccary and Other Persuasions / Music from The Yellow Shark | Frank Zappa                                                                | Hala ocynowni ArcelorMittal Poland | –                                                                         | –                       | –               |
| 2013 | 17.09 | Sigur Rós i Kronos Quartet                                           | Sigur Rós, Kronos Quartet                                                  | Hala ocynowni ArcelorMittal Poland | Ensemble Modern                                                           | –                       | Erik Nielsen    |
| 2013 | 18.09 | Polish Icons 2. Lutosławski                                          | Witold Lutosławski                                                         | Hala ocynowni ArcelorMittal Poland | Clark, Emika, Mira Calix, Oneohtrix Point Never, Skalpel, AUKSO Orchestra | AUKSO Orchestra         | Marek Moś       |

### 2014
| Rok  | Data  | Cykl                     | Koncert                                              | Twórcy | Miejsce                                | Wykonawcy                                                                     | Orkiestra            | Dyrygent           |
| ---- | ----- | ------------------------ | ---------------------------------------------------- | --- | -------------------------------------- | ----------------------------------------------------------------------------- | -------------------- | ------------------ |
| 2014 | 14.09 | Classic! Now             | Square feat. Sinfonietta Cracovia                    | Iannis Xenakis, George Benjamin, György Ligeti, Olivier Messiaen                                                | Teatr Łaźnia Nowa                      | Squarepusher, Sinfonietta Cracovia                                            | Sinfonietta Cracovia | Charles Hazlewood  |
| 2014 | 15.09 | Classic! Now             | Philip Glass feat. Maki Namekawa & Piotr Orzechowski | Philip Glass | Teatr Łaźnia Nowa                      | Philip Glass, Maki Namekawa, Piotr Orzechowski                                | –                    | –                  |
| 2014 | 16.09 | Classic!Now              | Alarm Will Sound                                     | Steve Reich, John Orfe                                                                                          | Muzeum Inżynierii Miejskiej w Krakowie | Alarm Will Sound                                                              | –                    | Alan Pierson       |
| 2014 | 16.09 | Kronos Quartet Residency | Kronos Quartet                                       | Terry Riley | Teatr Łaźnia Nowa                      | Kronos Quartet, Chór Polskiego Radia w Krakowie                               | –                    | Izabela Polakowska |
| 2014 | 17.09 | Classic!Now              | Bang on a Can All-Stars feat. Lee Ranaldo & Skalpel  | Lee Ranaldo, Richard Reed Parry, Dan Deacon, Alvin Lucier, Daniel Wohl, Philip Glass, Skalpel                   | Muzeum Inżynierii Miejskiej w Krakowie | Bang on a Can All-Stars, Lee Ranaldo, Skalpel                                 | –                    | –                  |
| 2014 | 17.09 | Kronos Quartet Residency | Kronos Quartet                                       | – | Teatr Łaźnia Nowa                      | Kronos Quartet                                                                | –                    | –                  |
| 2014 | 18.09 | Kronos Quartet Residency | Kronos Quartet feat. Laurie Anderson                 | – | Teatr Łaźnia Nowa                      | Kronos Quartet, Laurie Anderson                                               | –                    | –                  |
| 2014 | 19.09 | Modern! Now              | London Sinfonietta                                   | György Ligeti, Conlon Nancarrow, John Cage, Boards of Canada, Mira Calix, Aphex Twin, Steve Reich, Squarepusher | Teatr Łaźnia Nowa                      | London Sinfonietta, Mira Calix                                                | –                    | Andrew Gourlay     |
| 2014 | 20.09 | Modern! Now              | Warp 25                                              | – | Forum Przestrzenie                     | Autechre, Battles, Hudson Mohawke, LFO, Darkstar, Patten, Plaid DJs, Bibio DJ | –                    | –                  |

### 2015
| Rok  | Data  | Koncert                                                                     | Program                                                            | Wykonawcy | Miejsce |
| ---- | ----- | --------------------------------------------------------------------------- | ------------------------------------------------------------------ | --- | ------- |
| 2015 | 13.09 | E-X-P-A-N-D-E-D                                                             | Field of Reeds                                                     | These New Puritans, Stargaze, Synergy Vocals, Andre de Ridder | ICE S2  |
| 2015 | 14.09 | Bryce Dessner                                                               | Music for Wood and Strings, St. Carolyn by the Sea, Lachrimae      | Bryce Dessner, Aaron Dessner, So Percussion, Sinfonietta Cracovia, Andre der Ridder | ICE S2  |
| 2015 | 15.09 | Richard Reed Parry                                                          | Music for Heart and Breath                                         | Richard Reed Parry, Bryce Dessner, Aaron Dessner, stargaze | ICE S2  |
| 2015 | 16.09 | Olafur Arnalds & Alice Sara Ott                                             | The Chopin Project                                                 | Ólafur Arnalds, Alice Sara Ott | ICE S2  |
| 2015 | 17.09 | Sō Percussion                                                               | We Are All Going In Different Directions – A John Cage Celebration | Cenk Ergün, Matmos, Sō Percussion | ICE S2  |
| 2015 | 18.09 | Jóhann Jóhannsson                                                           | Drone Mass                                                         | Jóhann Jóhannsson, ACME, Theatre of Voices | ICE S1  |
| 2015 | 19.09 | Kate Moore                                                                  | Dances and Canons / Stories for Ocean Shells                       | Saskia Lankhoorn, Ashley Bathgate | ICE S3  |
| 2015 | 19.09 | Paweł Mykietyn, Andrzej Chyra, Mirosław Bałka, Małgorzata Sikorska-Miszczuk | Czarodziejska Góra                                                 | Amerykanka: Agata Zubel Behrens: Łukasz Konieczny Joachim: Szymon Maliszewski Hans: Szymon Komasa Kławdia: Barbara Kinga Majewska Krokowski: Juan Noval Moro Naphta: Urszula Kryger Pani Stöhr: Jadwiga Rappe Peeperkorn: Marcin Habela Settembrini: Karol Kozłowski chór: Elly Brand: Anna Gadt chór: Marusia: Agnieszka Kiepuszewska chór: Wehsal: Michał Dembiński chór: Iwona Kmiecik chór: Jacek Kotlarski chór: Marcin Wawrzynowicz | ICE S2  |

### 2016
| Rok  | Data        | Koncert                          | Program | Wykonawcy | Miejsce                 |
| ---- | ----------- | -------------------------------- | --- | --- | ----------------------- |
| 2016 | 17.09-11.12 | Rondo znaczy koło                | Wystawa monograficzna | Anna Zaradny Anna Lebensztejn – kuratorka Renata Zawartka – koordynacja | Bunkier Sztuki          |
| 2016 | 1.10-8.10   | Shibboleth                       | Instalacja dźwiękowa | Paweł Kulczyński Daniel Brożek – kurator | Małopolski Ogród Sztuki |
| 2016 | 1.10        | Whale Watching                   | Paul Corley – Tristan da Cunha Jodie Landau – As I Wait For The Lion Valgeir Sigurðsson – Lungs, for Merrilee Nico Muhly – Quiet Music Daníel Bjarnason – Sleep Variations Valgeir Sigurðsson – For Love of Her [m t r c l s] Nico Muhly – Drones and Viola da Gamba *** Daníel Bjarnason – Bow to String III. Air to Breath Jodie Landau – Stay Going Nowhere Daníel Bjarnason – Night Music Daníel Bjarnason – Bow to String I. „Sorrow conquers happiness” Valgeir Sigurðsson – The Crumbling Valgeir Sigurðsson – Big Reveal Jodie Landau – A Ballad – For You Dear Nico Muhly – Mothertoungue | Valgeir Sigurðsson – elektronika Nico Muhly – fortepian Nadia Sirota – altówka Jodie Landau – głos, perkusjonalia Daníel Bjarnason – fortepian Sæunn Þorsteinsdóttir – wiolonczela Liam Byrne – viola da gamba Barbara Kinga Majewska – głos Spółdzielnia Muzyczna: Paulina Woś – skrzypce I Barbara Mglej – skrzypce II Gabriela Biel – altówka Jakub Gucik – wiolonczela Łukasz Mazanek – kontrabas Mateusz Kras – klarnet Zofia Dowgiałło – harfa Kacper Sokołowski – obój Bartłomiej Witek – puzon | ICE S1                  |
| 2016 | 1.10        | Before                           | 22.00 Piotr Figiel (live act) 23.00 John Lake 00.00 duy gebord | – | W Remoncie              |
| 2016 | 2.10        | Acousmatic                       | Marcin Stańczyk – Blind Walk (2015) / some drops… (zamówienie Sacrum Profanum, 2016) Luciano Berio – Naturale (su melodie siciliane) (1985) / Points of the Curve to Find (1974) | Marco Blaauw – trąbka Musikfabrik | ICE S2                  |
| 2016 | 3.10        | Éclats / Hommage à Pierre Boulez | Agata Zubel – Double Battery (2016) Maja Ratkje – Concerto for Voice (moods IIIb) (2014) *** Pierre Boulez – sur Incises (1998) | Maja S.K. Ratkje – głos Julien Leroy – dyrygent Ensemble InterContemporain | ICE S2                  |
| 2016 | 4.10        | Bruit                            | Witold Szalonek – Improvisations sonoristiques (1968) Reinhold Friedl – Xenakis Alive I (2004) *** Zbigniew Karkowski – Monochromy (2002) Kasper T. Toeplitz – Agitation & Stagnation (zamówienie Sacrum Profanum, 2016) | Kasper T. Toeplitz – dyrygent zeitkratzer | Małopolski Ogród Sztuki |
| 2016 | 5.10        | Zorn in a chamber                | John Zorn – Carny (1991) / Kol Nidre (1996) / Necronomicon (2003) /. ˙. (fay çe que vouldras) (2005) / Pandora’s Box (2013) | Stephen Drury – fortepian Barbara Kinga Majewska – sopran Arditti Quartet | ICE S2                  |
| 2016 | 6.10        | Folie à Deux                     | Emily Hall, Sjón, Frederic Wake-Walker – Folie à Deux (opera, 2015) Muzyka: Emily Hall Libretto: Sjón Reżyseria: Frederic Wake-Walker Produkcja: Mahogany Opera Group | Emily Hall – harfa elektromagnetyczna Ruth Wall – harfa Sofia Jernberg – głos Andrew Dickinson – głos Mira Calix – elektronika | Małopolski Ogród Sztuki |
| 2016 | 7.10        | Sono Genera                      | Crackfinder – improwizacja | Anna Zaradny – elektronika, komputer Robert Piotrowicz – syntezator modularny Jérôme Noetinger – taśma, elektronika | ICE S3                  |
| 2016 | 7.10        | Virginal Co Ordinates            | Eyvind Kang – Virginal Co Ordinates 2016 (2004) | Eyvind Kang – skrzypce Mike Patton – głos Tomek Mirt – syntezator modularny Anna Mamińska, Hubert Połoniewicz – tambura Sinfonietta Cracovia | ICE S1                  |
| 2016 | 8.10        | Korall Koral                     | Maja S.K. Ratkje, Hanne Dieserud, Christina Lindgren – Korall Koral (opera dla dzieci do lat 3, 2009) Koncepcja, produkcja, reżyseria: Hanne Dieserud, Christina Lindgren Muzyka: Maja Solveig Kjelstrup Ratkje Scenografia, kostiumy: Christina Lindgren | Hanne Dieserud Hanna Gjermundrød | Małopolski Ogród Sztuki |
| 2016 | 8.10        | Opera o Polsce                   | Piotr Stasik, Artur Zagajewski – Opera o Polsce (2016) kompozycja: Artur Zagajewski reżyseria: Piotr Stasik libretto: Piotr Stasik, Piotr Gruszczyński scenografia: Michał Korchowiec projekcje i montaż na żywo: Karol Rakowski choreografia: Dominika Knapik | Wojciech Kalarus – aktor Maciej Koczur – dyrygent Barbara Mglej – skrzypce Martyna Zakrzewska – syntezator Wojciech Błażejczyk – gitary Michał Górczyński – klarnety Jakub Gucik – wiolonczela Eneasz Kubit – akordeon ćwierćtonowy Bartosz Sałdan – perkusja | ICE S2                  |
| 2016 | 8.10        | Labirynt                         | Karlheinz Stockhausen – Für kommende Zeiten (1970) *** Luciano Berio, Edoardo Sanguineti – Laborintus II (1965) | Mike Patton – głos Jérôme Noetinger – taśma Georges-Elie Octors – dyrygent Chór Polskiego Radia Ictus Ensemble | ICE S1                  |
| 2016 | 8.10        | After                            | 22.00 Mirt 23.00 A.N.R.S. 00.00 FOQL | – | W Remoncie              |

### 2017
| Rok  | Data  | Koncert                    | Program | Wykonawcy | Miejsce                     |
| ---- | ----- | -------------------------- | --- | --- | --------------------------- |
| 2017 | 26.09 | Four By Two                | Série Rose Jennifer Walshe – (your name here) na głos, elektronikę i teatr cieni 15’ Brigitta Muntendorf – Public Privacy #ARIA (2016) na sampler i wideo 10’ Erwin Schulhoff – Sonata Erotica (1919) na głos 4’ Johannes Kreidler – London (2007) na wideo 10’ Juliana Hodkinson, Niels Rønsholdt – X&X (2017) na głos i fortepian 10’ Pierre Jodlowski – Série Rose (2012) na fortepian i elektronikę 14’ Laurie Anderson – Langue D’Amour (1984) na głos i sampler 6’ | Małgorzata Walentynowicz – fortepian, sampler Frauke Aulbert – głos Monika Pasiecznik – koncepcja i program                                                                                        | Nowohuckie Centrum Kultury  |
| 2017 | 26.09 | Four By Two                | Statea John Cage – In a Landscape (1948) Arvo Pärt – Variations for the Healing of Arinushka (1977) Aphex Twin – April 14th (2001) György Ligeti – Musica Ricercata n°2 (1951) Erik Satie – Gnossienne n°3 (1890) Morton Feldman – Piano Piece 1952 (1952) Valentyn Silvestrov – Farewell, O World, O Earth (1975) John Adams – China Gates (1977) Philip Glass – Metamorphosis 2 (1988) | Murcof – elektronika Vanessa Wagner – fortepian | Nowohuckie Centrum Kultury  |
| 2017 | 26.09 | Four By Two                | Bardo Hand Behold Everybody’s got to learn sometime Burnout Tree Silence | Barbara Kinga Majewska – słowa, głos, instalacja Bartek Wąsik – muzyka, fortepian, elektronika | Nowohuckie Centrum Kultury  |
| 2017 | 26.09 | Four By Two                | The Voice of Trees Lubomyr Melnyk – The Voice of Trees (1985) [premiera polska] | Lubomyr Melnyk – fortepian Melvyn Poore – tuba | Nowohuckie Centrum Kultury  |
| 2017 | 27.09 | Moondog Madrigals          | Round the World of Sound 1: Madrigaux [premiera polska] Moondog – Invocation (instrumental) Moondog – Bells are Ringing; What´s the Most Exciting Thing; All is loneliness Moondog – Stamping Ground (instrumental) Moondog – Why spend a dark night with you?; Coffee Beans; Down is up Moondog – Theme (instrumental) Moondog – Nero´s Expedition; With my wealth; Maybe Moondog – Bird’s Lament (instrumental) Moondog – Imagine; Behold; Sparrows Moondog – Heimdall Fanfare (instrumental) Moondog – Witch of Endor (instrumental) Moondog – Be a Hobo; Trees against the sky | Dedalus Ensemble Muzzix Ensemble | Teatr Ludowy                |
| 2017 | 27.09 | A Night From The Past      | Julius Eastman – Joy Boy 20' (1972) [polska premiera] Petr Kotik – There is Singularly Nothing 30' (on text by Gertrude Stein) (1971-72) [polska premiera] Julius Eastman – Piano 2 10' (1986) [polska premiera] *** John Cage – Song Books I, II 30' (1970) Julius Eastman – Macle 15' (1971-72) [polska premiera] | S.E.M. Ensemble Petr Kotik – flet, głos Christopher McIntyre – puzon, głos Joseph Kubera – fortepian, głos Jeffrey Gavett, Charlotte Mundy, Nathan Repasz – głos Petr Kotik – dyrektor artystyczny | Teatr Łaźnia Nowa           |
| 2017 | 27.09 | Tribute To Moondog         | Moondog – My Tiny Butterfly Moondog – I Love You Moondog – Do Your Thing Moondog – I’m Just A Hop Head Moondog – Why Spend The Dark Night With You Moondog – Maybe Moondog – Paris Moondog – Trees Against The Sky Moondog – Enough About Human Rights Moondog – All Is Loneliness Moondog – High On A Rocky Ledge | Cabaret Contemporain Linda Oláh Isabel Sörling | Cricoteka                   |
| 2017 | 27.09 | Tribute To Moondog         | The World of Moondog Moondog – Oasis Moondog – Bumbo Moondog – I Came Into This World Alone Moondog – All is Loneliness Moondog – Magic Ring Moondog – Lullaby (2 West 46th Street) the Pentangle – Moondog Eden Ahbez – Nature Boy Sometimes I Feel Like a Motherless Child (tradycyjna) | Raphael Rogiński Natalia Przybysz Širom | Cricoteka                   |
| 2017 | 27.09 | Drone                      | Éliane Radigue – Occam Océan (2014) 60’ [polska premiera] Alvin Lucier – Criss-Cross (2013) 15’ [polska premiera] *** Iancu Dumitrescu – South Pole (2014) 30’ [polska premiera] Stephen O’Malley – Gruidés (2015) 30’ [polska premiera] | l’Orchestre de Nouvelles Créations, Expérimentations et Improvisation Musicales (ONCEIM) Frédéric Blondy – dyrygent Stephen O’Malley, Oren Ambarchi – gitara elektryczna                           | Muzeum Inżynierii Miejskiej |
| 2017 | 29.09 | Eastman / East Men         | Michał Libera, Apartment House – George Brecht Symphony No. 5 Robert Piotrowicz – Mewo Pan (2017) [polska premiera] *** Julius Eastman – Hail Mary (1984) [polska premiera] Julius Eastman – Stay on it (1973) [polska premiera] | Apartment House | Teatr Ludowy                |
| 2017 | 29.09 | Essence                    | Julius Eastman – Evil Nigger (1979) 22' (ar. Tomasz Jakub Opałka) [światowa premiera] Horațiu Rădulescu – Streichquartett Nr. 4, Opus 33: „Infinite to be cannot be infinite, infinite anti-be could be infinite” (1976–87) 49' [premiera polska] *** Jennifer Walshe – Everything is Important [polska premiera] | Arditti Quartet Jennifer Walshe | Teatr Łaźnia Nowa           |
| 2017 | 30.09 | EFTER/ SÓLEY/ DMK/ ASIKIDS | Efterklang – Natural Tune Efterklang – Full Moon Sóley – Pretty Face Sóley – I’ll Drown Asi Mina – Metka Asi Mina – Substytuty DMK – But Not Tonight (2017)* [światowa premiera] DMK – Meaning of Love (2017)* [światowa premiera] | Asi Mina – autorka koncepcji i programu, prowadzenie koncertu Monika Bachowska – dyrygent Piotr Steczek – aranżacje Dziecięcy septet smyczkowy, trąbka, perkusja                                   | Cricoteka                   |
| 2017 | 30.09 | Femenine                   | Julius Eastman – Femenine (1974) [polska premiera] Julius Eastman – Buddha (1984) [polska premiera] | Apartment House | Muzeum Inżynierii Miejskiej |
| 2017 | 30.09 | Post Indie Classical       | Aidan Baker – An Instance of Rising (2017) [premiera światowa] Paweł Kulczyński – Sokushinbutsu (2017) (ar. Piotr Peszat) [premiera światowa] Faith Coloccia, Aaron Turner – Metapatterning for Constellation (2017) (ar. Eyvind Kang) [premiera światowa] Toby Driver – Through the Arm to Magma (2017) [premiera światowa] Mika Rättö, Jussi Lehtisalo – Polkuauto (2017) (ar. Eyvind Kang) [premiera światowa] | Mika Rättö, Jussi Lehtisalo – głos Toby Driver – gitara elektryczna Mateusz Rusowicz – dyrygent Spółdzielnia Muzyczna                                                                              | Nowohuckie Centrum Kultury  |
| 2017 | 30.09 | Rumuński spektralizm       | Iancu Dumitrescu – SACRUM et PROFANUM (2017)* na dwie gitary elektroniczne i zespół [premiera światowa] Ana-Maria Avram – Nouvel Archae (II) (1998-2001) na głos i elektronikę Iancu Dumitrescu – Sphaeroids (2017) na zespół i elektronikę [premiera światowa] Ana-Maria Avram – Axis (III) (1997-2010) na solo kontrabas *** Ana-Maria Avram – Preambulations (II) (2017) na dwie gitary elektroniczne i instrumenty perkusyjne [premiera światowa] Iancu Dumitrescu – Le Silence d’Or (2006) na zespół i elektronikę [premiera polska] Ana-Maria Avram – Ellampsis (IV) (2017) na zespół i elektronikę [premiera światowa] Iancu Dumitrescu – Small Precipice (I) (2017) na zespół i elektronikę [premiera światowa] Iancu Dumitrescu – Hidden Nebulae (I) (2017) na zespół i elektronikę [premiera światowa] | Hyperion International Ilan Volkov – dyrygent Iancu Dumitrescu – dyrygent Diana Miron – głos Stephen O’Malley, Oren Ambarchi – gitara elektryczna Zach Rowden – kontrabas                          | Teatr Łaźnia Nowa           |
| 2017 | 1.10  | Dragon-zoo                 | Julian Skar, Hanne Dieserud, Christina Lindgren – Dragon-zoo (opera dla dzieci do lat 6, 2017) [polska premiera] | Dieserud/Lindgren | ICE foyer                   |
| 2017 | 1.10  | Medytacje                  | David Toop – night leaves breathing (2009) 20’ [polska premiera] Alvin Lucier – Shadow Lines (2008) 14’ [polska premiera] Rishin Singh – Grisaille no. 1 (2017) 35’ [światowa premiera] *** Jennifer Walshe – Dordán (2013) 35’ [polska premiera] Jennifer Walshe – An Ghléacht (2015) 30’ [polska premiera] *** Pauline Oliveros – The Mystery Beyond Matter (2014) 60’ [polska premiera] | Quiet Music Ensemble | ICE S3                      |
| 2017 | 1.10  | Muzyczka                   | improwizacje na temat: Henryk Mikołaj Górecki – Recitativa i ariosa „Lerchenmusik” op. 53 (1986) Henryk Mikołaj Górecki – Muzyczka IV „Koncert puzonowy” op. 28 (1970) | Evan Ziporyn – klarnet, kierownictwo artystyczne Adrien Lambinet – puzon Kamil Szuszkiewicz – trąbka Mikołaj Pałosz – wiolonczela Kuba Sokołowski – fortepian                                      | ICE S2                      |
| 2017 | 1.10  | Samotność dźwięków         | Tomasz Sikorski – Solitude of Sounds (1975) Tomasz Stańko – Serial I (1985) Eugeniusz Rudnik – Nokturn (1975) | Tomasz Stańko – trąbka | ICE S2                      |
| 2017 | 1.10  | Afrykańskie reperkusje     | Gideon Alorwoyie – tradycyjna muzyka afrykańska Steve Reich – Four Organs (1970) Gideon Alorwoyie – tradycyjna muzyka afrykańska Steve Reich – Drumming Part One (1970-71) Steve Reich – Music for Pieces of Wood (1973) [wersja na dwa zestawy perkusyjne, ar. David Cossin] Gideon Alorwoyie – tradycyjna muzyka afrykańska | Gideon Alorwoyie – instrumenty perkusyjne Gideon Alorwoyie’s ensemble Mantra Percussion | ICE S1                      |
| 2017 | 20.10 | Videorelacja               | Piotr Peszat – My Body, My Capital (2017) | Piotr Peszat – video, kompozycja | LINK                        |

### 2018
| Rok  | Data       | Koncert                                           | Pasmo                   | Program | Wykonawcy | Miejsce                     |
| ---- | ---------- | ------------------------------------------------- | ----------------------- | --- | --- | --------------------------- |
| 2018 | 11.09      | Meduza                                            | \| SNGL PLR \|NPDLGŁŚĆ  | Witold Szalonek (PL) – Głowa Meduzy (1992) 20’ Dominik Strycharski (PL) – Duch Meduzy (2018)* 20' [premiera światowa] | Dominik Strycharski (PL) – flet prosty | Cricoteka                   |
| 2018 | 11.09      | Actions                                           | \| WLNŚĆ \|NPDLGŁŚĆ     | Krzysztof Penderecki (PL) – Actions na free-jazzową orkiestrę (1971) Bogusław Schaeffer (PL) – partytury graficzne / graphic scores | Mats Gustafsson (SE) – saksofon Fire! Orchestra (SE) | Muzeum Inżynierii Miejskiej |
| 2018 | 12.09      | Ustroje                                           | \| NPDLGŁŚĆ             | Zygmunt Krauze (PL) – Tableau Vivant (1982) 11' Peter Maxwell Davies (GB) – Eight Songs for a Mad King (1969) 25’ Louis Andriessen (NL) – Workers Union (1975) 20' *** Zygmunt Krauze (PL) – Deklaracja (2018)* 20’ [premiera światowa] Agnieszka Stulgińska (PL) – Trzy kobiety 12’ (2017) | Maciej Koczur (PL) – dyrygent Lilianna Krych (PL) – dyrygentka ^ Maciej Nerkowski (PL) – baryton Marta Grzywacz (PL) – głos Maniucha Bikont (PL) – głos Hashtag Ensemble (PL) | Małopolski Ogród Sztuki     |
| 2018 | 12.09      | Bengt                                             | \| SNGL PLR \|WLNŚĆ     | Mats Gustafsson (SE) – Bengt (2012) [premiera polska] | Mats Gustafsson (SE) – saksofon | Cricoteka                   |
| 2018 | 13.09      | Accumulation                                      | \| EMNCPCJ              | Antoine Chessex (CH) – On the brink of collapse (2014) 20’ [premiera polska] Linda Catlin Smith (US/CA) – Far From Shore (2010) 17’ [premiera polska] Linda Catlin Smith (US/CA) – Ricercar (2015) 10’ [premiera polska] Linda Catlin Smith (US/CA) – Piano Quintet (2014) 10’ [premiera polska] Antoine Chessex (CH) – Accumulation (2015) 34’ [premiera polska] | Anton Lukoszevieze (LT/UK) – wiolonczela Philip Thomas (UK) – fortepian Jérôme Noetinger (FR) – taśma Apartment House (UK) | Muzeum Inżynierii Miejskiej |
| 2018 | 13.09      | Folk Music z dedykacją dla krakowskiego profesora | \| FNTZMT \|NPDLGŁŚĆ    | Zygmunt Krauze (PL) – Soundscape (1974) Zygmunt Krauze (PL) – Soundscape (re-rooted) (1974-2018) [premiera światowa] Zygmunt Krauze (PL) – Aus aller Welt stammende (re-rooted) (1973) Sławomir Kupczak (PL) – Halny 2 (2018)* [premiera światowa] Agnieszka Stulgińska (PL) – Wesele – inicjacja (2018)* [premiera światowa] | Olga Kozieł, Maniucha Bikont, Ewa Grochowska, Jagna Knittel (PL) – głos Radical Polish Ansambl (PL) Warsztat Muzyczny (PL) | Małopolski Ogród Sztuki     |
| 2018 | 14.09      | Doing By Not Doing                                | \| EMNCPCJ \|NPDLGŁŚĆ   | Pauline Oliveros (US) – Bottoms Up 1_RMX (1966) [premiera polska] Tetsuo Furudate (JP) – Below The Demarcation (2003-05) [premiera polska] Lina Järnegard (SE) – Don’t Say a Word (2018) [premiera światowa] Zbigniew Karkowski (PL) – Doing By Not Doing (2002) [premiera polska] Ruta Vitkauskaite (LT) – Kragraga (2016) [premiera polska] Lasse Marhaug (NO) – The Great Silence (2003) [premiera polska] | GGR Betong (SE) | Małopolski Ogród Sztuki     |
| 2018 | 14.09      | Żywiół                                            | \| SNGL PLR \|EMNCPCJ   | Éliane Radigue (FR) – Elemental II na solo bas (2004) [premiera polska] | Kasper T. Toeplitz (PL/FR) – bas | Cricoteka                   |
| 2018 | 15.09      | Aeolian                                           | \| FNTZMT \|:)          | Maja S. K. Ratkje (NO) (muzyka), Kathy Hinde (GB) (instalacja) – Aeolian (2017) 30’ [premiera polska] | Andreas Borregaard (DK) – akordeon Red Note Ensemble (GB) | ICE S4                      |
| 2018 | 15.09      | The Shape of Jazz to Come                         | \| EMNCPCJ \|WLNŚĆ      | Lil Hardin Armstrong (US) – Struttin’ with Some Barbecue (1927) Richard Rodgers (US), Lorenz Hart (US) – My Funny Valentine (1937) Abel Meeropol (US) – Strange Fruit (1939) Mary Lou Williams (US) – excerpt from Zodiac Suite (1945) Arthur Hamilton (US) – Cry me a River (1953) Sweet Emma Barrett (US) – Jelly Roll Blues (1963) Muhal Richard Abrams (US) – Bird Song (1968) Archie Shepp (US) – Blasé (1969) Geri Allen (US) – Drummer Song (1994) | Mariam Wallentin (SE) – głos Zeitkratzer (DE) | ICE S3                      |
| 2018 | 15.09      | Antagonizmy                                       | \| WLNŚĆ                | Rebecca Saunders (GB) – fury na kontrabas (2005) 10’ Liza Lim (AU) – The Green Lions eats the sun na tubę (2014-15) 7’ [premiera polska] Lisa Streich (SE) – Sai ballare? na fortepian, skrzypce i zmotoryzowaną wiolonczelę (2015) 8’ John Zorn (US) – Merlin na trąbkę (2016) 7’ [premiera polska] Michael Beil (DE) – String Jack na wiolonczelę, projekcję video na żywo i taśmę (2016) 11‘ [premiera polska] *** Anthony Braxton (US) – Ghost Trance Music na zespół kameralny (1995 nn.): Composition No. 169 – Composition No. 199 Michael Wertmüller (CH) – antagonisme contrôlé na saksofon, perkusję, gitarę basową i zespół (2013-14) 30’ [premiera polska] | Peter Brötzmann (DE) – saksofon Marco Blaauw (NL) – trąbka Melvyn Poore (GB) – tuba Florentin Ginot (FR) – kontrabas Dirk Wietheger (DE) – wiolonczela Lucas Niggli (CM) – perkusja Marino Pliakas (CH) – elektryczna gitara basowa Paul Jeukendrup (NL) – projekcja dźwięku Michael Beil (DE) – projekcja video na żywo Johannes Kalitzke (DE) – dyrygent Ensemble Musikfabrik (DE) | ICE S1                      |
| 2018 | 16.09      | Blisko                                            | \| FNTZMT \|:)          | Alicja Morawska-Rubczak (PL) (reżyseria), Barbara Małecka (PL) (scenografia), Wacław Zimpel (PL) (muzyka) – Blisko spektakl dla dzieci 1–3 lat (2016) 30’ | Paulina Giwer-Kowalewska (PL), Filip Meyer-Lüters – taniec Wacław Zimpel (PL) – klarnet | Cricoteka                   |
| 2018 | 16.09      | The Otheroom                                      | \| FNTZMT \|:)          | Rolf Wallin (NO) (muzyka), Heine Avdal (NO/BE) (choreografia), Yukiko Shinozaki (JP/BE) (choreografia) – The Otheroom (2016) 50’ [premiera polska] | Double bell quartet of Ensemble Musikfabrik (DE) – Marco Blaauw, Christine Chapman, Bruce Collings Heine Avdal, Michiel Reynaert, Orfee Schuijt, Benjamin Vandewalle (BE) – tancerze Krišjānis Sants (LT) – performer | Małopolski Ogród Sztuki     |
| 2018 | 16.09      | $półdzielnia                                      | \| EMNCPCJ \|NPDLGŁŚĆ   | Piotr Peszat (PL) – try to watch this without crying (2018)* [premiera światowa] Teoniki Rożynek (PL) – Taśmociąg (2018)* [premiera światowa] Mikołaj Laskowski (PL) – Fire up/Zapal się (2018)* [premiera światowa] Marta Śniady (PL) – The most beautiful music in the world (2018)* [premiera światowa] Paweł Malinowski (PL) – They can’t see you like I can (2018)* [premiera światowa] | Spółdzielnia Muzyczna (PL) Krzysztof Stefański (PL) – komentarz | Muzeum Inżynierii Miejskiej |
| 2018 | 16 i 17.09 | Ahat ilī – siostra bogów                          | \| NPDLGŁŚĆ \|FNTZMT    | Alek Nowak (PL) (muzyka), Olga Tokarczuk (PL) (libretto), Pia Partum (PL) (reżyseria), Magdalena Maciejewska (PL) (scenografia) – Ahat ilī – siostra bogów (2018)* 90’ [premiera światowa] | Urszula Kryger (PL) – Ninshubur Joanna Freszel (PL) – Inanna Ewa Biegas (PL) – Ereszkigal Jan Jakub Monowid (PL) – Dumuzi Łukasz Konieczny (PL) – Ojciec-Gramatyk / Kapłan Bartłomiej Misiuda (PL) – Ojciec-Logik Sebastian Szumski (PL) – Ojciec-Socjobiolog Chór Polskiego Radia (PL) – Sędziowie / Demony / Ludzie Marek Moś (PL) – dyrygent AUKSO (PL)                           | ICE S2                      |
| 2018 | 17.09      | Emigranci                                         | \| EMNCPCJ \|NPDLGŁŚĆ   | Barbara Buczek (PL) – II Kwartet smyczkowy „Transgressio” (1985) 9’ Hanna Kulenty (PL/NL) – String Quartet No. 5 (2011) 14’ Bogusław Schaeffer (PL/CH) – Quartet No. 7 (1997) 17’ Elżbieta Sikora (PL/FR) – Solo (1984) 12’ Roman Haubenstock-Ramati (PL/AT) – Pluriel (1991) 9’ Jagoda Szmytka (PL/DE) – means of transport (2018) 7’ | Irvine Arditti (GB) – skrzypce Arditti Quartet (GB) | ICE S3                      |
| 2018 | 25.09      | Videorelacja                                      | \| EMNCPCJ \|NPDLGŁŚĆ   | Jacek Sotomski – Fajny to był festiwalik (2018) | Jacek Sotomski – video, kompozycja | LINK                        |
| 2018 | 12.09      | LEM                                               | Wydarzenia towarzyszące | Karol Nepelski (PL) (muzyka), Waldemar Raźniak (PL) (reżyseria), Stanisław Lem (PL) (fragmenty powieści) – Solaris – słuchowisko na żywo (1961-2017) | Robert Więckiewicz (PL), Cezary Kosiński (PL), Anita Sokołowska (PL) – czytają Gabriela Opacka (PL) – skrzypce Jan Szymański (PL) – puzon basowy Renata Guzik (PL) – flet basowy i kontrabasowy Krzysztof Jaworowski (PL) – kontrabas Piotr Madej (PL) – elektronika Kamil Sajewicz (PL) – sound design Audioteka (PL) – produkcja                                                   | Muzeum Inżynierii Miejskiej |
| 2018 | 13.09      | #TrashMusic                                       | Wydarzenia towarzyszące | Wojciech Błażejczyk (PL) – #TrashMusic – instalacja dźwiękowa (2018) [premiera światowa] | Hashtag Ensemble (PL): Wojciech Błażejczyk Marta Grzywacz Ania Karpowicz Krzysztof Kozłowski Spółdzielnia Muzyczna (PL): Wiktor Krzak Aleksander Wnuk Michał Lazar Martyna Zakrzewska Jakub Gucik Barbara Mglej | Spóldzielnia Muzyczna       |

## Pozostałe informacje
- Festiwal Sacrum Profanum wraz z Festiwalem Misteria Paschalia zajęły pierwsze miejsce w rankingu Afisz- wydarzenia kulturalne 2007 tygodnika Polityka, w kategorii Muzyka poważna.
- Organizatorem jest Krakowskie Biuro Festiwalowe.